# کرامول (فیلم)
کراموِل (انگلیسی: Cromwell) فیلمی بریتانیایی در سبک زندگی‌نامه‌ای به کارگردانی کن هیوز است که در سال ۱۹۷۰ منتشر شد.

## بازیگران
- ریچارد هریس
- الک گینس
- رابرت مورلی
- مایکل جیستن
- فرانک فینلی
- تیموتی دالتون
- پاتریک مگی
- چارلز گری
- پاتریک اوکانل
- ایان مک‌کالک
- زینا واکر
- جرج مریت
- جان پل
- برایان پرینگل